# Khairy Jamaluddin

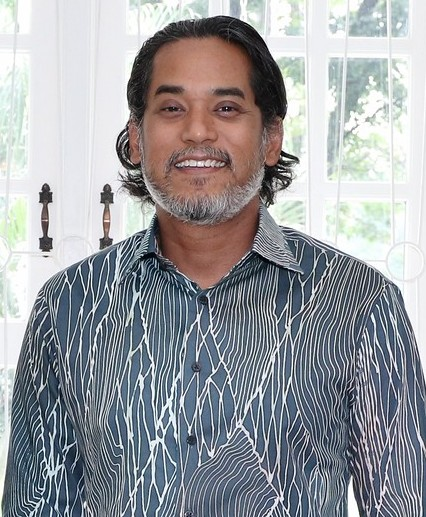
Khairy Jamaluddin

Khairy Jamaluddin (Jawi: خيري جمال الدين; geboren am 10. Januar 1976), allgemein bekannt als Khairy Jamaluddin Abu Bakar oder KJ, ist ein malaysischer Politiker, der von Februar 2021 bis August 2021 als Koordinierender Minister des Nationalen Impfprogramms und Minister für Wissenschaft, Technologie und Innovation in der Regierung von Perikatan Nasional (PN) unter dem damaligen Premierminister Muhyiddin Yassin (März 2020 bis August 2021) diente. Als Mitglied der United Malays National Organization (UMNO), einer Komponente der Koalition Barisan Nasional (BN), war er von Mai 2013 bis Mai 2018 auch Bundesminister für Jugend und Sport. Er war Mitglied des Parlaments (MP), vertrat Rembau seit 2008 in Negeri Sembilan und war von 2009 bis 2018 Chef des Jugendflügels der UMNO.
Er ist der Schwiegersohn von Abdullah Ahmad Badawi.
Während seines Ministerpostens veranstaltete Malaysia erfolgreich die SEA Games 2017 und ging als Gesamtsieger der Goldmedaillen hervor. Kurz vor den Parlamentswahlen 2018 (GE14) wurden Khairy und sein Ministerium mit Najibs lanciertem Transformasi Nasional 2050 (TN50) beauftragt, das das Warisan 2020-Konzept ersetzte, aber es war aufgrund der GE14-Ergebnisse, die den Untergang von BN Federal sahen, irgendwie durchgefallenen Regierung und verlor trotz Beibehaltung seines Parlamentssitzes auch seinen Kabinettsposten.
Khairy kehrte im März 2020 ins Kabinett zurück, um unter dem neuen Premierminister Muhyiddin Yassin als Minister für Wissenschaft, Technologie und Innovation zu dienen, und führte nach dem Sheraton-Umzug die Regierung von Perikatan Nasional (PN). Seine Ernennung zum Minister von MOSTI erfolgte während der COVID-19-Pandemie in Malaysia und er hat eine Vereinbarung mit China unterzeichnet, wonach Malaysia vorrangigen Zugang zu COVID-19-Impfstoffen erhält, die in China entwickelt wurden, nämlich Sinovac, und er hatte jedoch den Sinovac-Impfstoff genommen und ist sicher. Im Februar 2021 wurde Khairy zum koordinierenden Minister für das nationale COVID-19-Impfprogramm ernannt, der die Special Task Force leitet, um die Umsetzung des Impfprozesses zu verwalten.